# NGC 643
NGC 643 (również ESO 29-SC50) – gromada otwarta znajdująca się w gwiazdozbiorze Węża Wodnego. Odkrył ją John Herschel 18 września 1835 roku. Gromada ta należy do Małego Obłoku Magellana.